# Fred Gouin
Pour les articles homonymes, voir Villard.
Hippolyte Eugène Frédéric Gouin dit Fred Gouin, né le 26 avril 1889 au Mans et mort le 18 février 1959 à Niort, est un chanteur français. Il fut très populaire dans les années 1920 et 1930 grâce à sa voix de baryton et son répertoire nostalgique.

## Biographie
Il nait au Mans d'un père vannier et d'une mère couturière, dans une famille de cinq enfants qui déménage bientôt à Paris. Peut-être dès 1912, sous le pseudonyme de Viallard, il enregistre trois disques pour Odeon, aujourd'hui difficiles à trouver. Il joue de la mandoline et du banjo dans quelques formations et commence à chanter dans les cabarets puis à la radio. En 1926, sous le nom de Fred Gouin, il enregistre à nouveau, toujours pour Odeon.
Petit à petit, il se fait un nom dans la chanson avec des titres comme La Veuve joyeuse (Heure exquise), Mary Lou, Charmaine, La Fille du bédouin, Elle danse le charleston, Roses of Picardy, Marie-Rose, Le Petit Chapeau  et Elle a perdu son pantalon.
En 1928, son interprétation de la chanson d'Antoine Renard et Jean-Baptiste Clément, Le Temps des cerises, lui apporte un immense succès : on parle de 400 000 copies vendues.
Il continue avec La Chanson des blés d'or, Le Mouchoir rouge de Cholet, La Chanson des heures, Le Vieux Mendiant, C'est ce soir ou jamais, L'Âme des roses et l'un de ses plus célèbres titres : Ramona de L. Wolfe Gilbert adaptée en français, d'abord pour Saint-Granier, par Jean Le Soyeux et Albert Willemetz. Son répertoire s'étend encore avec Le Vin de chez nous, Ohé ! Pêcheurs, O Mexico, Pi... Ouit !, Tout autour du Vel'd'Hiv, Les Soquettes à Miquette. Il se lie avec une chanteuse populaire, Berthe Sylva, avec laquelle il enregistre quelques duos (Ferme tes jolis yeux, Le conte de grand-mère, etc.) 
Il continue à enregistrer jusqu'en 1936, date à laquelle il se met en retrait de la chanson, sous prétexte de soucis de santé. Il achète alors une guinguette à Jouy-le-Moutier sur l'Oise, non loin de Paris.

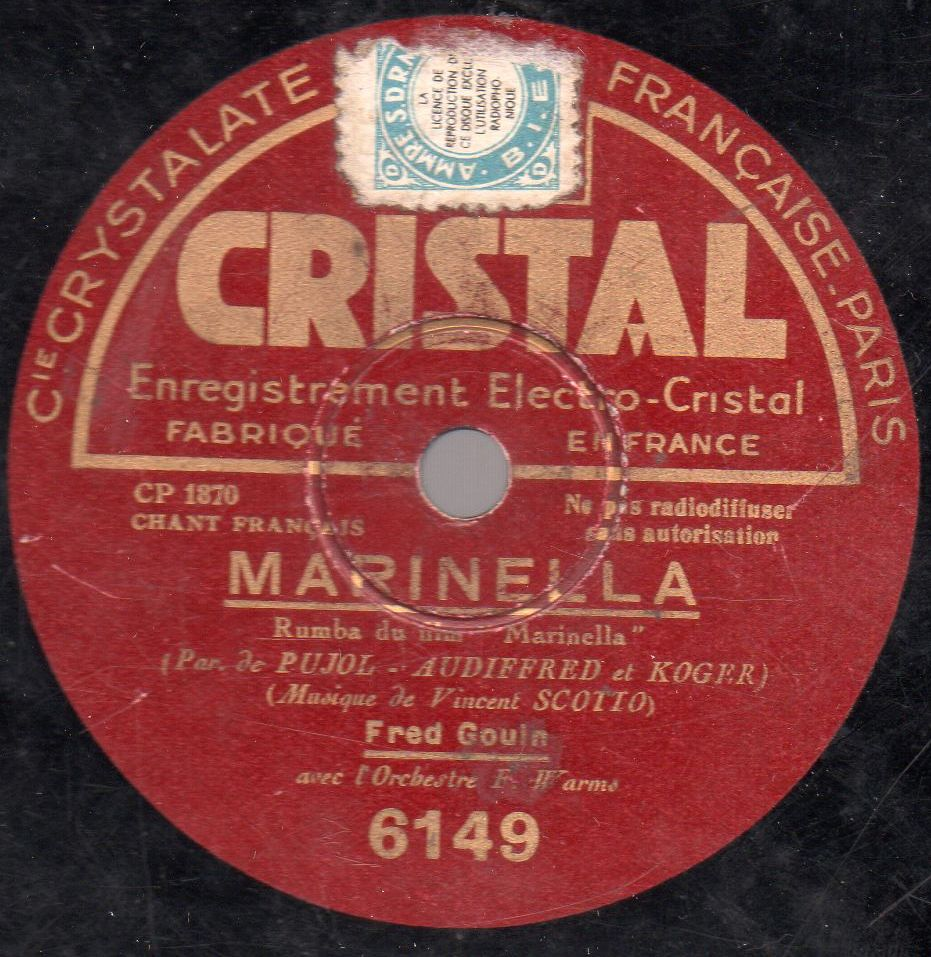
Le dernier disque de Fred Gouin, enregistré en mars 1936, chez Cristal. Il chante deux succès du jeune Tino Rossi.

La Seconde Guerre mondiale éclate. Fred Gouin et Berthe Sylva se réfugient à Marseille, sans trouver de public. Berthe décède en 1941, minée par la boisson et la pauvreté. Sa maison de disques finance les obsèques. Quelques années plus tard, sa dépouille est transférée dans la fosse commune puisque personne ne renouvela la concession. Une légende veut que Fred ait jeté sur sa tombe une immense gerbe de roses blanches, comme le titre de la chanson fétiche de son amie.
Après la guerre, le restaurant de Jouy est inexploitable et Fred Gouin déménage avec sa femme à Coulon, dans le marais poitevin, non loin de Niort. Sans le sou et oublié par la nouvelle génération, malgré quelques rééditions de ses succès, il doit se recycler dans le commerce de frites. Il meurt à l'hôpital de Niort le 18 février 1959.
Sa discographie impressionnante comporte plus de 200 faces pour la firme Odeon entre 1912 et 1935 et deux dernières faces enregistrées chez Cristal en mars 1936.

## Vie privée
Fred Gouin épouse le 24 février 1920, dans le 18e arrondissement de Paris, Alice Marcelle Colette qui partagera toute sa vie. Le couple n'aura pas d'enfants. Il aurait eu une une liaison avec la chanteuse Berthe Sylva.